# Ţāskū
Ţāskū (persiska: طاسکو, Ţāskūh) är en ort i Iran.   Den ligger i provinsen Gilan, i den nordvästra delen av landet, 280 km nordväst om huvudstaden Teheran. Ţāskū ligger 174 meter över havet och antalet invånare är 406.
Terrängen runt Ţāskū är varierad. Runt Ţāskū är det ganska tätbefolkat, med 134 invånare per kvadratkilometer. Närmaste större samhälle är Māsāl, 5,3 km öster om Ţāskū. I omgivningarna runt Ţāskū växer i huvudsak blandskog.